# 傷つく世代 (アルバム)
『傷つく世代』（きずつくせだい）は、南沙織通算6枚目のスタジオ・アルバム。1973年5月21日発売。発売元はCBS・ソニー。

## 解説
LP帯コピー：わたしは ふたしかな愛が好き……傷ついてもいい　人間らしく生きたいから　サウンドドラマでつづるヤングのテーマ
6thシングル「早春の港」、7thシングル「傷つく世代」とそのB面曲「昨日の街から」を含む、6枚目のスタジオ・アルバム。本作に収録されている「カリフォルニアの青い空」と「雨に消えた初恋」が、8thシングルのA・B面として同年7月5日にシングルカットされた。ちなみに、ジャケットで着用している黄色い衣装は、撮影のために用意されたものではなく私服である。
曲間にさまざまなSEが収録され、「サウンドドラマ」というコンセプトを持った実験的なアルバム。そのため、上記のシングル関連5曲も前後の曲が地続きになっている。
35周年CD-BOX『Cynthia Premium』に収納された紙ジャケット盤には、アルバム未収録であったシングル・ヴァージョンの「傷つく世代」「カリフォルニアの青い空」（それぞれのA・B面曲）がボーナス・トラックとして収録された。なお「早春の港」のシングル・ヴァージョンは、5thアルバム『早春のハーモニー』の紙ジャケット盤に、同じくボーナス・トラックとして収録。
2025年現在、2013年に発売された高音質CD『Blu-spec CD2』で再発されたものが販売中である。

## 収録曲

### オリジナル盤
1. 傷つく世代
  - 作詞: 有馬三恵子 作曲・編曲: 筒美京平
2. 忘れんぼさん
  - 作詞: 有馬三恵子  作曲・編曲: 筒美京平
3. 昨日の街から
  - 作詞: 有馬三恵子  作曲・編曲: 筒美京平
4. 純情
  - 作詞: 有馬三恵子  作曲・編曲: 筒美京平
5. 遠い海
  - 作詞: 有馬三恵子  作曲・編曲: 筒美京平
6. 早春の港
  - 作詞: 有馬三恵子  作曲・編曲: 筒美京平
7. カリフォルニアの青い空
  - 原題: It Never Rains in Southern California
  - 作詞・作曲: Albert Hammond, Mike Hazlewood  編曲: 穂口雄右
  - オリジナル歌唱: Albert Hammond
8. 雨に消えた初恋
  - 原題: The Rain, the Park & Other Things
  - 作詞・作曲: Artie Kornfeld, Steve Duboff  編曲: 筒美京平
  - オリジナル歌唱: The Cowsills
9. 風のささやき
  - 原題: The Windmills of Your Mind
  - 作詞: Alan & Marilyn Bergman  作曲: Michel Legrand  編曲: 筒美京平　
  - オリジナル歌唱: Noel Harrison
10. リトル・バード
  - 原題: This Little Bird
  - 作詞・作曲: John D.Loudermilk  編曲: 穂口雄右
  - オリジナル歌唱: Marianne Faithfull
11. 愛の花咲く頃
  - 作詞: 橋本淳  作曲: 筒美京平  編曲: 矢野誠
  - オリジナル歌唱: 奥村チヨ
12. あこがれの旅
  - 作詞: 阿久悠  作曲: 筒美京平  編曲: 高田弘

### Cynthia Premium盤
1. 傷つく世代
2. 忘れんぼさん
3. 昨日の街から
4. 純情
5. 遠い海
6. 早春の港
7. カリフォルニアの青い空
8. 雨に消えた初恋
9. 風のささやき
10. リトル・バード
11. 愛の花咲く頃
12. あこがれの旅
13. 傷つく世代 -Single-（ボーナス・トラック）
  - 7thシングル。
14. 昨日の街から -Single-（ボーナス・トラック）
  - 7thシングル「傷つく世代」のB面曲。
15. カリフォルニアの青い空 -Single-（ボーナス・トラック）
  - 8thシングル。
16. 雨に消えた初恋 -Single-（ボーナス・トラック）
  - 8thシングル「カリフォルニアの青い空」のB面曲。

## 発売履歴
- 1973年05月21日 - LP
- 1991年06月15日 - CD （CD選書）
- 2006年06月14日 - CD-BOX（紙ジャケット・高音質マスターサウンド）
- 2013年04月10日 - Blu-spec CD2